# Pseudotremia momus
Pseudotremia momus är en mångfotingart som beskrevs av Shear 1972. Pseudotremia momus ingår i släktet Pseudotremia och familjen Cleidogonidae. Inga underarter finns listade i Catalogue of Life.